# Casco ciclista en Australia

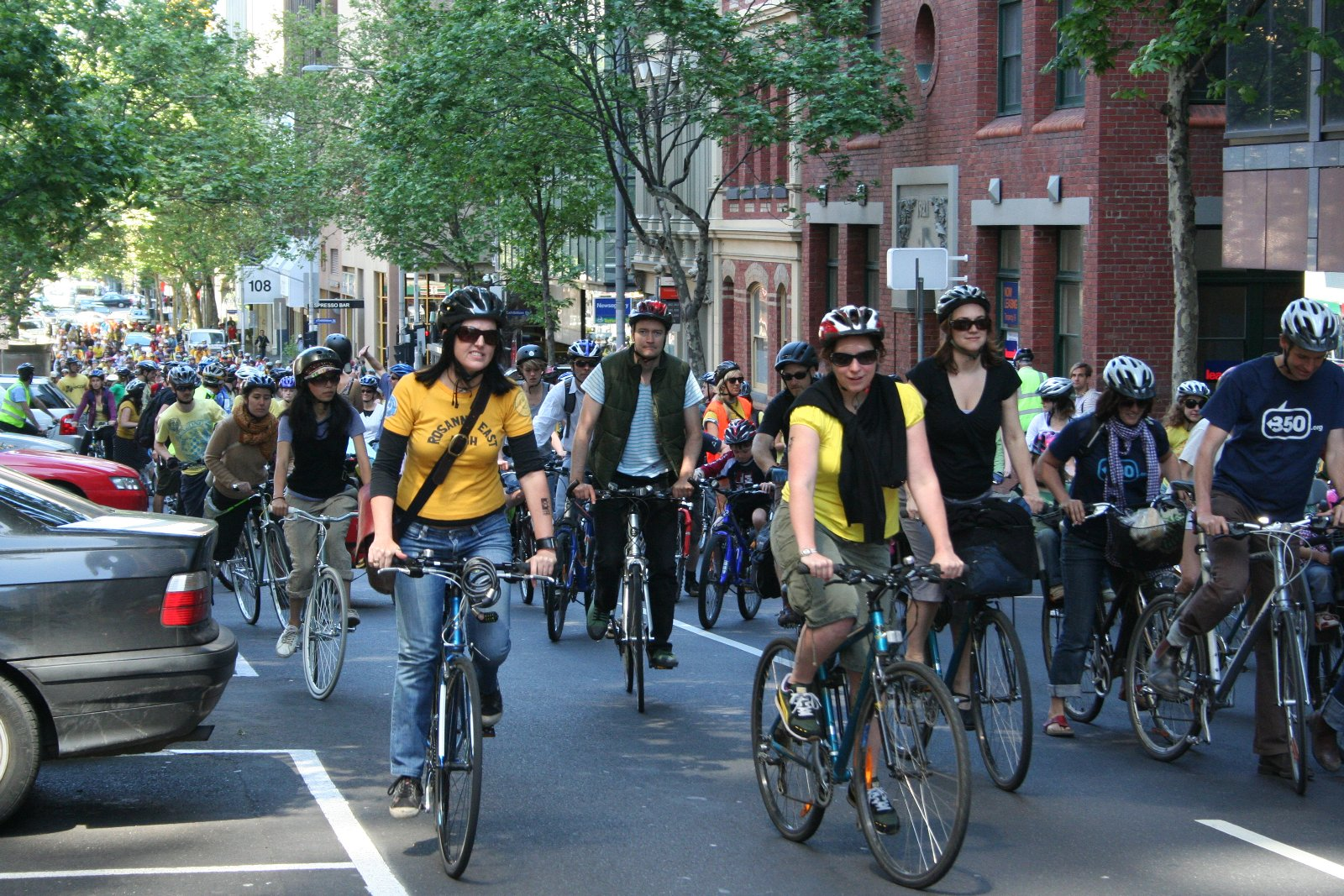
Ciclistas con casco en una calle de Melbourne durante una manifestación

Entre 1990 y 1992, algunos estados de Australia introdujeron leyes que exigen a los ciclistas el uso del casco homologado. El estándar actualmente requerido para homologar un casco de bicicleta es el AS/NZS 2063.
La ley se reglamenta en la Parte 15 de las Normas Australianas de la Carretera (Australian Road Rules), aprobadas por el Consejo de Transportes de Australia (Australian Transport Council). Se especifica:

The rider of a bicycle must wear an approved bicycle helmet securely fitted and fastened on the rider’s head, unless the rider is exempt from wearing a bicycle helmet under another law of this jurisdiction.
Quien monte en bicicleta debe llevar un casco de bicicleta aprobado, ajustado con seguridad y fijo a la cabeza del usuario, a no ser que esté exento de llevar un casco de bicicleta en virtud de otra ley de esta jurisdicción.

Algunos pasajeros también han de llevar casco.
Australia fue el primer país en imponer este uso, y gran parte de la evidencia de los efectos del uso masivo del casco en ciclistas proviene de Australia. Continúa existiendo un debate, sin consenso, sobre los resultados de la obligatoriedad del uso del casco.

## Historia
Los modelos modernos de casco para uso en bicicleta comenzaron a tener éxito comercial a partir de 1975. Los estándares de la industria comenzaron su redacción en la década de los 70 y siguen en desarrollo. Los primeros estudios empíricos sobre el efecto de los cascos se publicaron a partir de los últimos años 80.
El Colegio Real de Médicos de Australasia (Royal Australasian College of Surgeons o RACS) desempeñó un papel líder en la obligatoriedad del casco al lograr notoriedad, aceptación y demanda públicas para su legislación. Un estudio del RACS mostraba que "las víctimas mortales de accidentes ciclistas sufrían heridas en la cabeza con frecuencia tres veces mayor que las víctimas que circulaban en motocicleta". El RACS también ejerció influencia en la legislación sobre cinturones de seguridad en vehículos y cascos para motocicleta, y solicitaba la obligatoriedad de los cascos de bicicleta como el "tercer gran paso" Su portavoz declaró en 1978 ante el Comité de Seguridad de Carreteras del Parlamento australiano (House of Representatives Standing Committee on Road Safety):

We could perhaps worry a little less about and take a little less time in proving what is precisely right according to all standards … As doctors we are impatient. We cannot wait for 2 or 3 years’ evaluation.
Podríamos preocuparnos un poco menos y tardar un poco menos en demostrar lo que es totalmente correcto de acuerdo con todos los estándares... Como médicos estamos impacientes. No podemos esperar una evaluación de dos o tres años.

El Comité recomendó que los ciclistas fueran "advertidos de los beneficios para su seguridad de los cascos protectores," y que "la posibilidad de exigir a los ciclistas el uso del casco fuera mantenida en evaluación".
La investigación iniciada 1978 culminó en un informe en 1985. El informe recomendaba que se buscase la cooperación entre estados y territorios australianos para "revisar los beneficios del uso del casco ciclista, y salvo que existieran argumentos convincentes en su contra," se introdujera "el uso obligatorio del casco ciclista en carreteras y otros lugares públicos". Se creó un comité parlamentario federal en 1985, y antes de la revisión completa de toda la evidencia disponible declaró

It is, of course, this Committee’s belief that all cyclists should wear a helmet to increase cycling safety.I
Es, por supuesto, la creencia de este Comité que todos los ciclistas deberían llevar casco para incrementar su seguridad.

Un informe del Departamento Australiano de Transporte (Australian Department of Transport) de 1987 recopiló el estado de las víctimas de accidentes con bicicleta y concluyó que "de los casos en que no se usaba casco y hubo heridas graves en la cabeza, más del 40% habrían sufrido heridas de menor entidad si hubieran llevado un casco adecuado". "Un casco adecuado" en este informe significa un casco rígido, requisito exigido de acuerdo con el estándar preparado por Standards Australia. El informe también advertía que se habían hallado deficiencias en los cascos existentes: "la importante deformación elástica de la cabeza de un niño que puede ocurrir durante un impacto puede resultar en daños difusos y muy extendidos del cerebro - la aceleración angular fue un 30% mayor con casco de bicicleta que la hallada en pruebas similares con un casco de motocicleta completo que cubre la cara." Los cascos de bicicleta no son aptos para las cabezas de los niños, más susceptibles de sufrir deformación, lo que puede resultar en daño cerebral. Los cascos no rígidos han mostrado alta aceleración angular, la causa principal de daño cerebral. El informe recomienda que se modifique el estándar para resolver estas deficiencias.

Las recomendaciones para mejorar el estándar de cascos de bicicleta fueron ignoradas. En su lugar, el estándar redujo la exigencia de nivel para permitir cascos no rígidos que fueran más cómodos de llevar, allanando el camino a la legislación del casco obligatorio.
Un exministro del gabinete de Bob Hawke observó que a partir de 1987 "el Gobierno, y principalmente (el Primer Ministro) Hawke, se convirtió en rehén de grupos de presión estrechos y no representativos." Para 1989, justo antes de que el Gobierno australiano decidiera introducir el uso obligatorio del casco ciclista, una encuesta sufragada con dinero público mostraba que el apoyo popular era del 92% para niños y el 83% para todos los ciclistas.
En 1988 se publicó el mayor estudio sobre víctimas de accidente ciclista hasta la fecha, que incluía más de ocho millones de casos de ciclistas heridos y fallecidos durante más de 15 años en Estados Unidos. Concluía que "no existe evidencia de que los cascos rígidos hubieran reducido las tasas de heridas craneales y fallecimientos. El hallazgo más sorprendente es que la tasa de mortalidad relacionada con el uso de bicicletas está positiva y significativamente relacionada con el uso del casco." Aunque este estudio se publicó un año antes del anuncio de la obligatoriedad del casco como política federal en Australia, la Oficina Federal de Seguridad Viaria (Federal Office of Road Safety) no dio aviso de su existencia a los ministerios que habían de decidir esta política.
Un estudio controlado de 1.710 ciclistas, desarrollado en la década de los 80, "probaba que las víctimas de accidente ciclista que llevaban cascos homologados por la Asociación de Estándares de Australia se beneficiaban de un 45% de reducción en la frecuencia de las heridas en la cabeza". El RACS usó este estudio para apoyar la obligatoriedad del casco ciclista en Victoria. Un artículo de toma de posición de 2009 reafirmó la posición del Colegio en cuanto al mantenimiento de las leyes de casco obligatorio.
Hubo un incremento notable en la cantidad de ciclistas en los últimos años de los 80 que se asocia con la seguridad percibida de los ciclistas. En el estado de Australia Occidental, el número de ciclistas habituales subió de 300.000 en 1986 a 400.000 en 1989, mientras que la tasa de muertes y heridas graves por cada 10.000 ciclistas habituales cayó de 5,7 a 3,8. En los estados orientales se produjo un efecto similar; por ejemplo, en el área metropolitana de Sídney se incrementó el uso de la bicicleta en un 250%.
Las leyes de uso obligatorio del casco ciclista entraron en vigor entre 1990 y 1992 a medida que los diferentes territorios las aprobaron. En Tasmania la ley sólo se aplica en lugares públicas, y en el Territorio del Norte existe una exención para los adultos que circulan por senderos o carriles bici.

## Comparación de la tasa de heridas en la cabeza
Un estudio de 1994 sobre el ciclismo en el estado de Victoria concluye que «el número de partes de seguro emitidos por ciclistas fallecidos u hospitalizados tras sufrir una herida en la cabeza cayó el 48% el primer año y el 70% en el segundo tras la entrada en vigor de la ley. El análisis de los datos muestra reducciones del 23% e primer año y el 28% el segundo entre los ciclistas fallecidos u hospitalizados que no sufrieron heridas en la cabeza. En Melbourne, donde existen encuestas anuales sobre el uso del casco, se pudo elaborar un modelo de regresión que relaciona la disminución de heridas en la cabeza con el aumento de uso del casco.» Este estudio fue criticado porque ignoraba pautas similares entre los peatones: en particular, el número de peatones que sufrieron traumatismo craneal descendió un 29% el primer año y el 75% el segundo tras la entrada en vigor de la obligatoriedad del casco ciclista, sin que se tuviera en cuenta esta caída general de la siniestralidad.
En 1996 se informó de que el descenso del uso de la bicicleta tras la ley era mayor que el descenso de las heridas en la cabeza en ciclistas. Entre 1998 y 1994, entre todos los usuarios de las carreteras, las muertes por heridas en la cabeza descendieron el 42%, y el 38% entre los peatones, sin que exista evidencia de que se condujera o se caminara menos durante este periodo. En el caso de los ciclistas, la caída del número de fallecimientos por heridas en la cabeza (30%) es de hecho menor de lo que se estimaba habida cuenta de la caída del uso de la bicicleta.
King y Fraine recopilaron y procesaron datos del sur de Brisbane para un estudio de Queensland, y concluyen que la legislación que obliga a usar casco en la bicicleta está asociada a la reducción de las heridas en la cabeza, en un 26% más con respecto a la proyección esperada para otro tipo de daños. La existencia de multas por no usar casco tenía un efecto mayor, reduciendo las heridas graves hasta el 55% y las no graves un 8% en comparación con los valores esperados según su modelo.

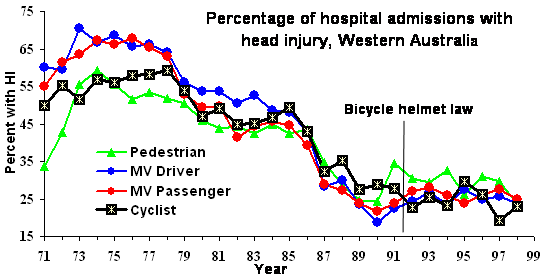

Ni el estudio de King y Fraine ni el de 1994 del estado de Victoria incluían en sus modelos el descenso general de las heridas craneales entre todos los usuarios de las carreteras. En 1996, un estudio más detallado que empleaba datos de Victoria y de Nueva Gales del Sur hallaba descensos similares en este tipo de daños entre todas las víctimas de accidentes, tanto ciclistas como peatonales. En el estado de Australia Occidental se conserva información sobre heridas en la cabeza para las admisiones hospitalarias desde 1971, y estos datos muestran igualmente reducciones similares «para todos los grupos de usuarios,» no solo ciclistas.
Los datos de Australia Occidental se usaron en un análisis de coste/beneficio realizado en 1999 que concluye lo siguiente:

In monetary terms, it is unlikely that the helmet wearing legislation would have achieved net savings of any sizeable magnitude.
 En términos económicos, es improbable que la legislación de uso obligatorio del casco hubiera alcanzado ahorros netos de magnitud significativa.

La revisión de los datos de heridas craneales y uso de la bicicleta en cuatro estados de Australia (Victoria, Nueva Gales del Sur, Australia Meridional y Australia Occidental) y en Nueva Zelanda concluye que «no existe evidencia de que las leyes de obligatoriedad hayan reducido las heridas craneales.» En 2010, un juzgado de distrito de Nueva Gales del Sur aceptaba que no existe evidencia concluyente de los beneficios de llevar casco para los ciclistas.
En cambio, un estudio de 2010 de la Universidad de Nueva Gales del sur indica que las leyes de casco obligatorio acarrearon una reducción del 29% en las heridas craneales incluso teniendo en cuenta el descenso de uso de la bicicleta. Un artículo posterior rebate esas conclusiones y las invalida.

### Ciclistas ingresados en hospitales con otro tipo de lesiones: comparación de tasas informadas de uso del casco
Se han usado estudios de control que apoyan la efectividad del casco, entre los que existen algunos realizados en Australia, para apoyar la obligatoriedad de su uso. Todos ellos han sido disputados.
La Oficina Australiana de Seguridad en el Transporte (Australian Transport Safety Bureau, ATSB) llevó a cabo un análisis minucioso de 16 de estos estudios, cuatro de los cuales eran de origen australiano.

## Uso de la bicicleta

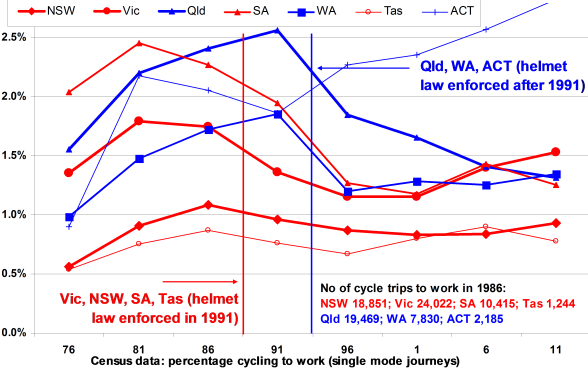

### Uso de bicicleta: estudios con grupos de control
En algunos estados el uso obligatorio del casco es previo al censo de 1991, en que se preguntaba a los australianos el modo en que acudieron a sus trabajos el día del censo. Este hecho permite comparar el uso de la bicicleta por estados según fuera obligatorio o no el uso del casco.
El uso de la bicicleta como medio de trasladarse al trabajo cayó de un total de 1,47% en 1986 a un 1,22% en 1991 para los estados en que el casco era obligatorio (Nueva Gales del Sur, Victoria, Australia Meridional y Tasmania), y de un 2,28% al 1,66% en los otros tres estados de Australia.

### Uso de la bicicleta: entrevistas y encuestas
En una encuesta telefónica hecha poco antes de que se introdujera la ley, el equivalente al 64% de los ciclistas adultos de Australia Occidental afirmaron que usarían su bicicleta más a menudo de no ser por la nueva ley.
Dos años después de la obligatoriedad en Nueva Gales del Sur, el 51% de los escolares que disponían de bicicleta, que declaraban no haberla usado en la última semana, citaron las restricciones en cuanto al casco como el motivo para no circular en bicicleta.
Una encuesta a pie de calle en el Territorio Norte hallaba que el 20% de los ciclistas habían abandonado la bicicleta a causa de la ley, y el 42% señalaban usarla menos que antes.
Ante la pregunta de si circularían menos de ser obligatorio el uso del casco formulada en 1992 a 325 ciclistas en Canberra, planteada por miembros del lobby contra las leyes del casco, un 28% respondió que sí.

### Uso de la bicicleta: cambios dentro de los grupos de control antes y después de la obligatoriedad
Los datos del censo de 2006 muestran que mucha menos gente usa la bicicleta para ir a trabajar que antes de la introducción de las leyes de casco obligatorio.
En niños, el descenso en el número de ciclistas contados (2.215 en Nueva Gales, 649 en Victoria) fue muy superior que el incremento en la cantidad de ciclistas infantiles que llevaban casco (1019 en NSG, 43 en Victoria), lo que sugiere que el principal efecto de la ley fue disuadir a los niños del uso de la bicicleta más que convencerles para llevar casco.
En Melbourne se llevan a cabo encuestas anuales del uso del casco. Se ha observado "una reducción del 36% en el uso infantil de la bicicleta durante el primer año en vigor de la ley, y un incremento en el uso adulto de un 44%". La cifra del incremento en adultos se ha criticado puesto que los autores del estudio ignoraron el recuento real de adultos ciclistas de 1990, y en su lugar "estimaron el efecto de la ley comparando el uso adulto de la bicicleta en 1991 con una encuesta mucho anterior (1987/88) elaborada en otra época del año. Este razonamiento no es válido puesto que ... el uso de la bicicleta tiene una marcada variación estacional", en palabras de D. Robinson.
Las encuestas de Australia Occidental mostraban un descenso del 33% en el uso de la bicicleta para acudir al trabajo entre 1986 y 2006 (de alrededor de 1,5 desplazamientos por día de la semana y por cada 100 personas, a 1,0), cifras que concuerdan con las del censo. Los desplazamientos para hacer compras cayeron un 55%, de 5,2 a 2,3; los desplazamientos por motivos educativos cayeron un 79%, de 8,2 a 1,7.

### Uso de la bicicleta: tendencias antes y después de la obligatoriedad
En la segunda mitad de la década de los 80, el ciclismo estaba disfrutando de un auge de popularidad. En Australia Occidental (AO), la cantidad de ciclistas que usaban sus bicicletas más de una vez por semana subió de 300.000 en 1986 a 400.000 en 1989, un 27% de la población. En el área metropolitana de Sídney, el incremento fue del 250%. El uso de la bicicleta para acudir al trabajo subió del 1,75 al 1,86% en 1991 en AO y del 2,4 al 2,56% en Queensland.
En 2011, una encuesta nacional sobre el ciclismo entre personas mayores de 9 años hallaba que los desplazamientos totales en bicicleta se habían incrementado un 21% entre 1986 y 2011, en comparación con un crecimiento de esta población del 58%. Así pues, la cantidad de desplazamientos en bicicleta per capita cayó en ese periodo, alcanzando una reducción del 24% en el número de desplazamientos en bicicleta por persona respecto a los niveles de 1986.
En el área metropolitana de Melbourne, los desplazamientos en bicicleta al trabajo disminuyeron del 1,3% de 1991 al 1,0% de 1996, y remontaron al 1,6% en 2006. El incremento entre 1996 y 2006 supone un ascenso del 175%. En el total del estado de Victoria, que incluye a Melbourne, estos desplazamientos cayeron del 1,75% de 1986 al 1,40% en 2006 tras la obligatoriedad del uso del casco.
En el conjunto de Australia, entre 2000 y 2009, se observó un incremento en el uso de la bicicleta para acudir al trabajo o al lugar de estudio, del 1,1% al 1,5%. También se observó un incremento del 47% en el uso de la bici en las cinco rutas más empleadas para acudir al centro de cada capital entre 2005 y 2008. A fecha 2010, el número de ciclistas en Australia era el mayor hasta el momento. 1,93 millones de personas empleaban bicicletas en 2008, lo que representa "un aumento del 21% en la participación ciclista desde 2005 y un aumento del 34% desde 2001. El ciclistmo es ahora el cuarto ejercicio físico más popular, detrás de caminar, el aeróbic y la natación."
Según cifras de 2010, en todos los años de la década anterior se habían vendido 2.000.000 más bicicletas que coches en Australia, y en concreto se vendieron 1,3 millones de ellas solo en 2010, un incremento del 12% respecto a 2009 y un 67% respecto a las cifras de 2001. La mitad de los hogares australianos disponían en 2010 de al menos una bicicleta, y para entonces, "más gente en Australia usa la bici que en ningún otro momento de su historia".
Una encuesta nacional realizada anualmente indica que la gente que había usado al menos una vez la bicicleta durante el año anterior había ascendido del 9,5% del total de adultos en 2001 al 11,6% en 2008, un incremento del 2,1%. Este porcentaje es menor que el incremento en la cantidad de bicicletas vendidas, lo que indica que se venden en Australia muchas más bicicletas de las que luego se usan en realidad.

### El casco en el programa de bicicletas compartidas de Melbourne

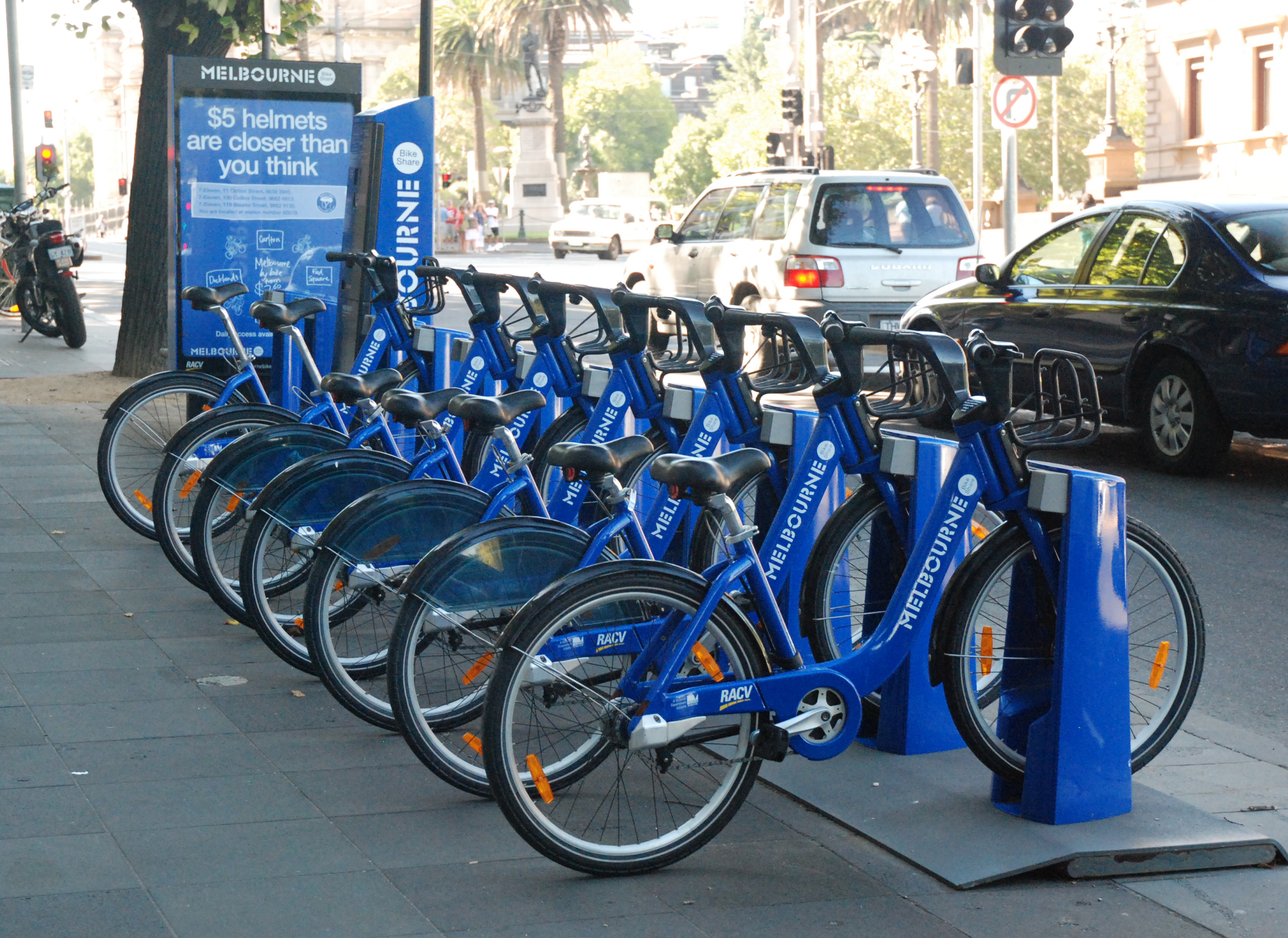
El requisito obligatorio del casco es el principal factor que suprime el número de personas que utilizan con regularidad el sistema del Melbourne Bike Share

En Melbourne se inauguró en 2010 el programa de bicicletas compartidas Melbourne Bike Share. La obligatoriedad del uso del casco se ha citado como una de las razones por las que al principio fue poco utilizado. Se optó por facilitar el acceso del casco a las tiendas locales, lo que casi duplicó el uso del sistema a finales de 2010 hasta un promedio de 183 desplazamientos diarios.
El uso del sistema de bicis compartidas ha seguido creciendo en su uso de 257 desplazamientos diarios como promedio en julio de 2011 (invierno austral) a 519 en enero de 2012 (verano austral). Sin embargo, este grado de utilización sigue siendo muy bajo en relación con otros sistemas; el promedio de Melbourne es de 0,4 desplazamientos por bicicleta en invierno y 0,8 en verano, mientras que en otras ciudades la tasa habitual es de entre 8 y 10 desplazamientos diarios.

## Opinión pública sobre el casco
Una encuesta entre 1000 australianos a cargo del fondo de promoción ciclista indica que 515 de los preguntados no estaban interesados en usar la bicicleta como medio de transporte, de los que el 15,7% declaraba que "no le gusta llevar casco" como una de las razones, siendo la número 13 entre las relativas a seguridad. Las respuestas más habituales en cuanto a seguridad fueron:
- La falta de seguridad de la carretera
- La velocidad o la cantidad de tráfico
- Que no se sentían seguros al montar en bicicleta.

158 personas de las 1000 preguntadas había usado una bicicleta como medio de transporte durante el mes anterior.
En 2010, dos investigadores realizaron una encuesta telefónica entre 600 residentes de Sídney, en la que 1 de cada 5 preguntados afirmaba que usarían más la bicicleta de no tener que llevar casco. De estos datos, los investigadores concluyen que:

To the extent that Sydney is representative of the rest of Australia, the repeal of mandatory helmet legislation would be likely to substantially increase cycling in Australia.
En el extremo en que Sídney es representativa del resto de Australia, la retirada de la legislación que hace obligatorio el casco muy probablemente incrementaría sustancialmente el uso de la bicicleta en Australia.